# روي توماس
روي ويليام توماس (بالإنجليزية: Roy Thomas)‏ مواليد 22 نوفمبر 1940 في جاكسون، هو كاتب ومحرر قصص مصورة أمريكي. كان أول رئيس تحرير يخلف ستان لي في مارفل كومكس. قدم بطل مجلة مجلة اللب «كونان البربري» في القصص المصورة الأمريكية عبر سلسلة أضافت إلى قصة الشخصية التي ابتكرها روبرت هوارد. عمل لفترة طويلة على إكس مان والمنتقمون.

## روابط خارجية
- روي توماس على موقع IMDb (الإنجليزية)
- روي توماس على موقع الموسوعة البريطانية (الإنجليزية)
- روي توماس على موقع قاعدة بيانات الأفلام السويدية (السويدية)
- روي توماس على موقع قاعدة بيانات الفيلم (الإنجليزية)